# Lazacfélék
A lazacfélék (Salmonidae) a csontos halak (Osteichthyes) főosztályának a sugarasúszójú halak (Actinopterygii) osztályához és a lazacalakúak (Salmoniformes) rendjéhez tartozó egyetlen család. 2 alcsalád tartozik a családhoz.

## Rendszerezés
A családba az alábbi alcsaládok, nemek és fajok tartoznak.

### Marénaformák
A marénaformák (Coregoninae) alcsaládjába 3 nem és 69 faj tartozik:
- Coregonus (Linnaeus, 1758) – 62 faj
  - Coregonus albellus
  - törpemaréna (Coregonus albula)
  - Coregonus alpenae
  - Coregonus alpinus
  - Coregonus arenicolus
  - Coregonus artedi
  - Coregonus atterensis
  - Coregonus autumnalis
  - Coregonus bavaricus
  - Coregonus bezola
  - Coregonus candidus
  - Coregonus chadary
  - Coregonus clupeaformis
  - Coregonus clupeoides
  - Coregonus confusus
  - Coregonus danneri
  - Coregonus fatioi
  - Coregonus fera
  - Coregonus gutturosus
  - Coregonus heglingus
  - Coregonus hiemalis
  - Coregonus hoferi
  - Coregonus hoyi
  - Coregonus huntsmani
  - Coregonus johannae
  - Coregonus kiyi
  - Coregonus laurettae
  - nagy maréna (Coregonus lavaretus)
  - Coregonus lucinensis
  - Coregonus macrophthalmus
  - Coregonus maraena
  - Coregonus maxillaris
  - Coregonus megalops
  - bajkáli omul (Coregonus migratorius)
  - Coregonus muksun
  - Coregonus nasus
  - Coregonus nelsonii
  - Coregonus nigripinnis
  - Coregonus nilssoni
  - Coregonus nobilis
  - hegyesorrú maréna (Coregonus oxyrhynchus)
  - Coregonus palaea
  - Coregonus pallasii
  - Peled-maréna (Coregonus peled)
  - Coregonus pennantii
  - szibériai maréna (Coregonus pidschian)
  - Coregonus pollan
  - Coregonus reighardi
  - Coregonus renke
  - Coregonus restrictus
  - Coregonus sardinella
  - Coregonus stigmaticus
  - Coregonus suidteri
  - Coregonus trybomi
  - Coregonus tugun
  - Coregonus ussuriensis
  - Coregonus vandesius
  - Coregonus wartmanni
  - Coregonus widegreni
  - Coregonus zenithicus
  - Coregonus zuerichensis
  - Coregonus zugensis

- Prosopium (Jordan, 1878) – 6 faj
  - Prosopium abyssicola
  - Prosopium coulterii
  - Prosopium cylindraceum
  - Prosopium gemmifer
  - Prosopium spilonotus
  - Prosopium williamsoni

- Stenodus (Richardson, 1836) – 1 faj
  - fehér lazac (Stenodus leucichthys)

### Lazacformák
Az lazacformák (Salmoninae) Jarocki & Schinz, 1822 alcsaládba 7 nem és 97 faj tartozik
- Brachymystax (Günther, 1866) – 3 faj
  - Brachymystax lenok
  - Brachymystax savinovi
  - Brachymystax tumensis

- Hucho Günther, 1866 – 4 faj
- Oncorhynchus (Suckley, 1861) – 15 faj

- Parahucho (Vladykov, 1963) – 1 faj
  - Parahucho perryi

- Salmo Linnaeus, 1758 – 46-49 faj

- Salvelinus (Richardson, 1836) – 46 faj
  - Salvelinus agassizii
  - Salvelinus albus
  - sarkvidéki szemling (Salvelinus alpinus)
  - Salvelinus anaktuvukensis
  - Salvelinus andriashevi
  - Salvelinus boganidae
  - Salvelinus colii
  - Salvelinus confluentus
  - Salvelinus curilus
  - Salvelinus czerskii
  - Salvelinus drjagini
  - Salvelinus elgyticus
  - Salvelinus fimbriatus
  - pataki pisztráng (Salvelinus fontinalis)
  - Salvelinus gracillimus
  - Salvelinus grayi
  - Salvelinus gritzenkoi
  - Salvelinus inframundus
  - Salvelinus jacuticus
  - Salvelinus killinensis
  - Salvelinus krogiusae
  - Salvelinus kronocius
  - Salvelinus kuznetzovi
  - Salvelinus leucomaenis
  - Salvelinus levanidovi
  - Salvelinus lonsdalii
  - Salvelinus mallochi
  - Salvelinus malma
  - Salvelinus maxillaris
  - Salvelinus murta
  - amerikai tavipisztráng (Salvelinus namaycush)
  - Salvelinus neiva
  - Salvelinus obtusus
  - Salvelinus perisii
  - Salvelinus profundus
  - Salvelinus scharffi
  - Salvelinus schmidti
  - Salvelinus struanensis
  - Salvelinus taimyricus
  - Salvelinus taranetzi
  - Salvelinus thingvallensis
  - Salvelinus tolmachoffi
  - Salvelinus trevelyani
  - Salvelinus umbla
  - Salvelinus willoughbii
  - Salvelinus youngeri

- Salvethymus (Chereshnev & Skopets, 1990) – 1 faj
  - Salvethymus svetovidovi

### Pérformák
A pérformák (Thymallinae) alcsaládba 1 nem és 5 faj tartozik
- Thymallus (Linck, 1790) – 5 faj
  - Thymallus arcticus
  - Thymallus brevirostris
  - Thymallus grubii
  - Thymallus nigrescens
  - Pénzes pér (Thymallus thymallus)